# Épervier menu
Accipiter rufiventris
Espèce
Statut de conservation UICN

 LC  : Préoccupation mineure
Statut CITES
L'Épervier menu (Accipiter rufiventris) ou Épervier à ventre roux, est une espèce d'oiseau de la famille des Accipitridae.

## Sous-espèces
D'après la classification de référence (version 14.1, 2024) de l'Union internationale des ornithologues, l'Épervier menu possède 2 sous-espèces (ordre philogénique) :
- Accipiter rufiventris perspicillaris (Ruppell, 1836) : plateaux éthiopiens ;
- Accipiter rufiventris rufiventris Smith, A, 1830 : forêts d'altitude du rift Albertin puis, de manière éparse, jusqu'en Afrique du Sud.